# Лорна — экзорцист
«Лорна — экзорцист» (фр. Les possédées du diable) — французский эротический фильм ужасов 1974 года режиссёра Хесуса Франко.

## Сюжет
Лорна — бывшая любовница Патрика, который её покинул. Теперь, используя свои ведьминские чары, она призывает тёмные силы для расправы над женой и дочерью Патрика.

## В ролях
- Памела Стенфорд — Лорна Грин
- Ги Делорм — Патрик Мариель
- Лина Ромай — Линда Мариель
- Жаклин Лоран — Марианна Мариель
- Ховард Вернон — Маурициус

## Названия
Франция
- Caresses de chattes
- Exorcisme
- Les possédées du démon
- Lorna, l’exorciste

США
- Linda
- Lorna, the Exorcist

Италия
- Sexy diabolic story